# Pulau Pegun
Pulau Pegun är en ö i Indonesien.   Den ligger i provinsen Papua, i den östra delen av landet, 3 100 km öster om huvudstaden Jakarta.